# Fórmula 4

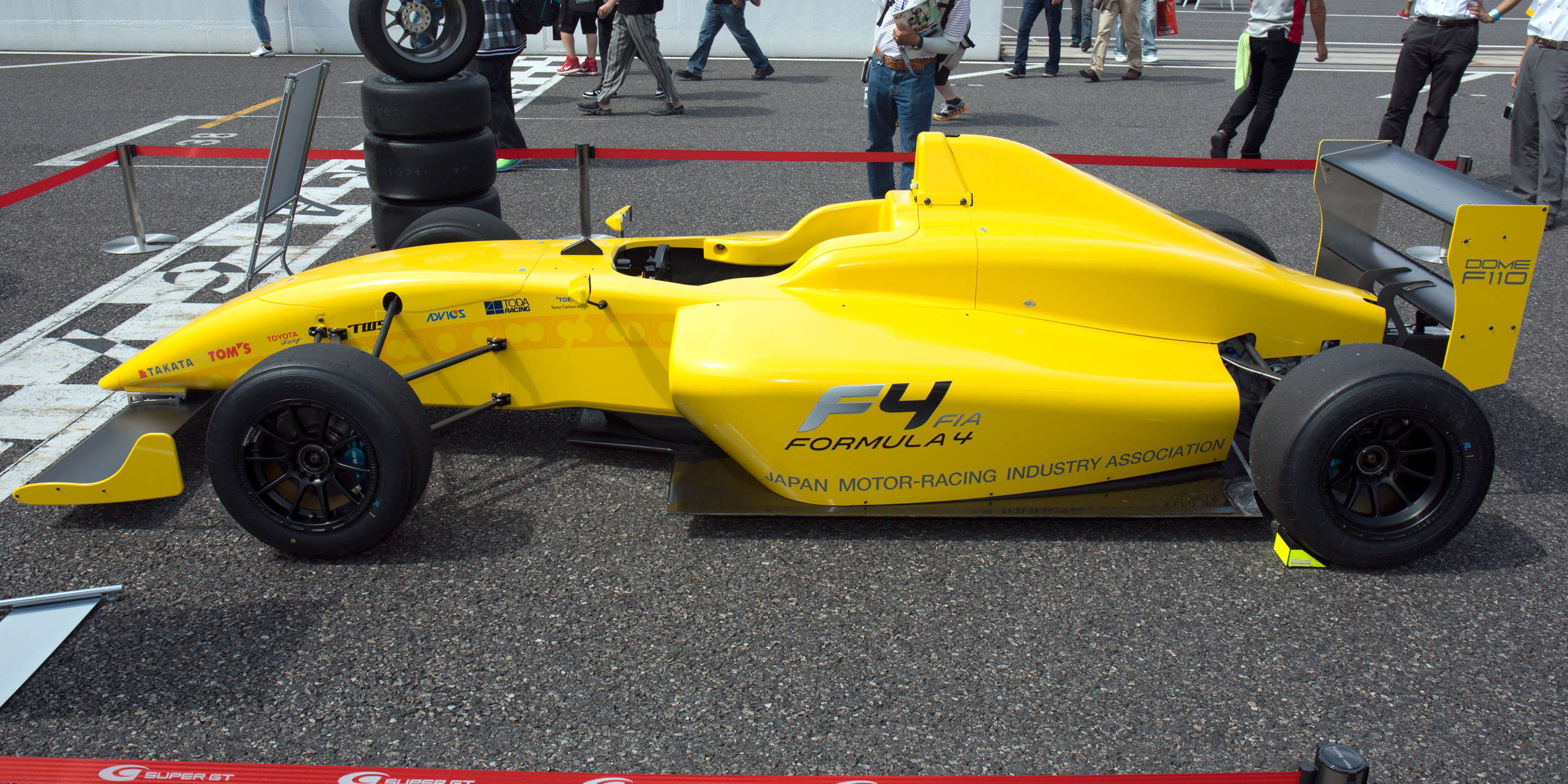
Dome F110 en 2014.

La Fórmula 4, abreviada F4, es un tipo de monoplazas regulados usualmente de acuerdo con el reglamento pertinente de la FIA, que se utilizan en competiciones de automovilismo de velocidad nacionales o regionales de todo el mundo.
En el camino a Fórmula 1, esta categoría es considerada el primer paso en monoplazas después del karting y un escalón por debajo de Fórmula 3 y es similar a la Fórmula Renault 2.0 que ya no existe. Cada campeonato otorga puntos para la Superlicencia de la FIA a los siete mejores clasificados; el campeón recibe 12 puntos.
Inicialmente, estos campeonatos de Fórmula 4 comenzaron en 2014 como una categoría de una sola marca antes de que las regulaciones se abrieran a múltiples fabricantes de chasis y motores. Cada campeonato utiliza una sola marca de motor, y las normas exigen una capacidad de 1.600 cc (1,6 L) y limitan la potencia máxima a 160 CV (119,3 kW), superior a la Fórmula Ford e inferior a la Fórmula Renault. 
Los motores están equilibrados para que ningún campeonato de Fórmula 4 sea más rápido que los demás, con la intención a largo plazo de reducir el coste a menos de 100 000 € al año para competir.

## Fabricantes homologados

### Chasis
Para ser elegible para la Fórmula 4 de la FIA, el chasis debe cumplir con los requisitos de homologación de la FIA respetando las reglamentaciones técnicas y comerciales. La FIA ha aprobado cuatro fabricantes de chasis: Tatuus, Mygale, Dome y Ligier.
| Constructor | Modelo         | Año   | Foto |
| ----------- | -------------- | ----- | ---- |
| Tatuus      | Tatuus F4-T014 | 2014– |      |
| Tatuus      | Tatuus F4-T421 | 2021– |      |
| Dome        | Dome F110      | 2015– |      |
| Mygale      | Mygale M14-F4  | 2015– |      |
| Mygale      | Mygale M21-F4  | 2022– |      |
| Ligier      | Ligier JS F4   | 2016– |      |

### Motores

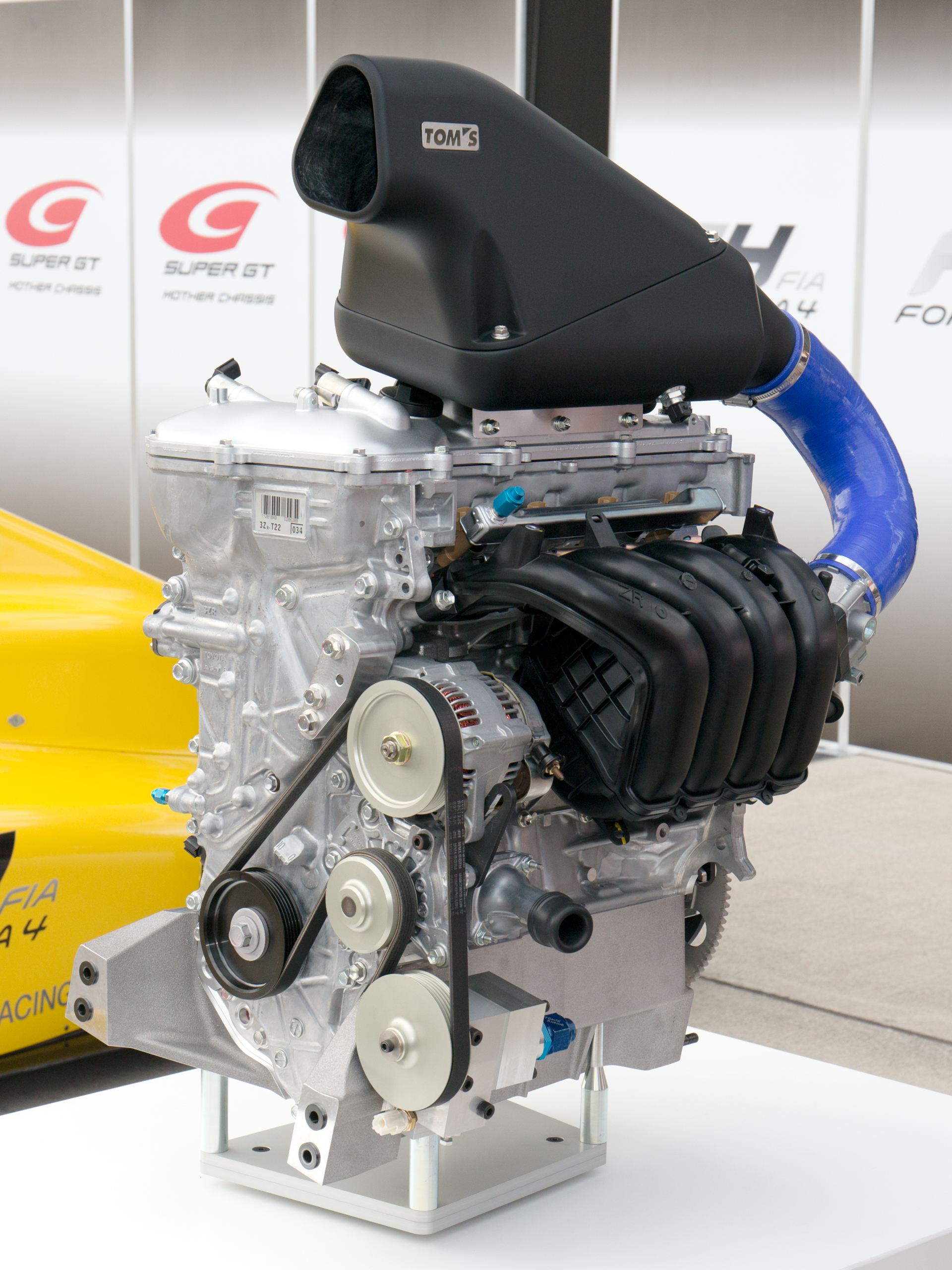
Motor Toyota 3ZR

Para convertirse en un motor elegible de Fórmula 4 de la FIA, el motor debe cumplir con los requisitos de homologación. De acuerdo con los requisitos de homologación, un motor de Fórmula 4 de la FIA debe durar al menos 10 000 km y tener un precio de compra máximo de 9500 €. De acuerdo con el reglamento técnico de la Fórmula 4 de la FIA, solo se permiten motores de cuatro cilindros. Se permiten tanto los motores atmosférico como los de Turbocompresor. La potencia de salida se ha limitado a 160 CV. La cilindrada del motor es ilimitada. 
Actualmente, seis motores están homologados para su uso en la Fórmula 4 de la FIA, los fabricantes homologados por la FIA para construir motores de Fórmula 4 son los siguientes:
| Constructor  | Modelo           | Tipo       | Cilindrada |
| ------------ | ---------------- | ---------- | ---------- |
| Abarth       | 1.4L FTJ         | 4 en línea | 1400 cc    |
| Ford         | 1.6L EcoBoost    | 4 en línea | 1600 cc    |
| Geely        | G-Power JLD-4G20 | 4 en línea | 2000 cc    |
| Honda        | Honda K20 C2     | 4 en línea | 2000 cc    |
| Renault      | 2.0L F4R         | 4 en línea | 2000 cc    |
| TOM'S-Toyota | 3ZR              | 4 en línea | 2000 cc    |

## Puntuaciones para Superlicencia FIA
Los primeros siete pilotos posicionados al final del campeonato suman puntos FIA.
| 1.º | 2.º | 3.º | 4.º | 5.º | 6.º | 7.º | 8.º | 9.º | 10.º |
| --- | --- | --- | --- | --- | --- | --- | --- | --- | ---- |
| 12  | 10  | 7   | 5   | 3   | 2   | 1   | 0   | 0   | 0    |

## Campeonatos
Los campeonatos se llevan a cabo según las normas de Fórmula 4 y están aprobados por la FIA como la serie nacional de Fórmula 4. Los pilotos que participen en estas series pueden recibir puntos Superlicencia de la FIA, que son necesarios para conducir en la Fórmula 1. Para que una serie sea elegible para puntos de Superlicencia, una temporada debe durar al menos 5 eventos en un mínimo de 3 circuitos, de acuerdo con el Apéndice L de la FIA.

### Actuales homologados
| Temporadas      | Países | Campeonatos                                  | Chasis                                          | Motores                       | Últimos Campeones            | Predecesor                               | Ref.   |
| --------------- | --- | -------------------------------------------- | ----------------------------------------------- | ----------------------------- | ---------------------------- | ---------------------------------------- | ------ |
| 2014-           | Italia | Campeonato de Italia de Fórmula 4            | Tatuus F4-T421                                  | Abarth 414TF 1.4L             | Andrea Kimi Antonelli (2022) | Fórmula Abarth                           | [ 8 ]  |
| 2015-           | Japón | Campeonato de Japón de Fórmula 4             | Dome F110                                       | TOM'S-Toyota 2.0L             | Syun Koide (2022)            |                                          | [ 9 ]  |
| 2015-           | Reino Unido | Campeonato de F4 Británica                   | Tatuus F4-T421                                  | Abarth 414TF 1.4L             | Alex Dunne (2022)            | Fórmula Ford Británica                   | [ 10 ] |
| 2015-           | China | Campeonato de China de Fórmula 4             | Mygale M14-F4 (2015-2023) Mygale M21-F4 (2024-) | Geely G-Power JLD-4G20 (2.0L) | Tiago Rodrigues (2023)       |                                          | [ 11 ] |
| 2015-           | México | Campeonato NACAM de Fórmula 4                | Mygale M14-F4                                   | Ford 1.6L EcoBoost            | Juan Felipe Pedraza (2022)   | LATAM Challenge Series                   | [ 12 ] |
| 2016-           | España | Campeonato de España de F4                   | Tatuus F4-T421                                  | Abarth 414TF 1.4L             | Nikola Tsolov (2022)         |                                          | [ 13 ] |
| 2016-           | Estados Unidos | Campeonato de Estados Unidos de Fórmula 4    | Ligier JS F4                                    | Honda K20 C2 (2.0L)           | Lochie Hughes (2022)         |                                          | [ 14 ] |
| 2016-           | EAU | Campeonato de EAU de Fórmula 4               | Tatuus F4-T421                                  | Abarth 414TF 1.4L             | Charlie Wurz (2022)          |                                          | [ 15 ] |
| 2016-2019 2023- | Bandera de la República Popular China · Bandera de Macao · Bandera de Malasia                                                          | Campeonato del Sudeste Asiático de Fórmula 4 | Tatuus F4-T421                                  | Abarth 414TF 1.4L             | Lucca Allen (2019)           |                                          | [ 16 ] |
| 2017-           | Dinamarca | Campeonato de Fórmula 4 Danesa               | Mygale M14-F4                                   | Renault F4R (2.0L)            | Julius Dinesen (2022)        |                                          | [ 17 ] |
| 2018-           | Francia | Campeonato Francés de F4                     | Mygale M21-F4                                   | Alpine                        | Alessandro Giusti (2022)     | Campeonato Francés de F4 (no homologado) | [ 18 ] |
| 2022-           | Brasil | Campeonato Brasileño de Fórmula 4            | Tatuus F4-T421                                  | Abarth 414TF 1.4L             | Pedro Clerot (2022)          |                                          | [ 19 ] |
| 2022-           | Bandera de Austria · Bandera de Croacia · Bandera de República Checa · Bandera de Hungría · Bandera de Polonia · Bandera de Eslovaquia | Campeonato CEZ de Fórmula 4                  | Tatuus F4-T421                                  | Abarth 414TF 1.4L             | Zénó Kovács (2022)           |                                          | [ 20 ] |
| 2023-           | India | Campeonato de Fórmula 4 de India             | Mygale M21-F4                                   | Alpine                        |                              |                                          | [ 21 ] |
| 2023-           | Internacional | F1 Academy                                   | Tatuus F4-T421                                  | Autotecnica 414TF 1.4L        |                              |                                          | [ 22 ] |
| 2023-           | Bandera de España · Bandera de Italia                                                                                                  | Campeonato Euro 4                            | Tatuus F4-T421                                  | Autotecnica 414TF 1.4L        |                              |                                          | [ 23 ] |

Series FIA en marrón claro, categorías que no son F4 en gris.Otros campeonatos de Fórmula 4

### Actuales no homologados
| Temporadas | Países                                                               | Campeonatos                                     | Chasis         | Motores    | Ref.   |
| ---------- | -------------------------------------------------------------------- | ----------------------------------------------- | -------------- | ---------- | ------ |
| 1974-      | Canadá                                                               | Canadá CASC Fórmula 4                           |                |            | [ 24 ] |
| 1989-      | Argentina                                                            | Fórmula 4 Nueva Generación                      | Crespi         | Volkswagen |        |
| 1993-      | Japón                                                                | JAF F4 Japonesa                                 |                | Honda      | [ 25 ] |
| 1994-      | Bandera de Austria · Bandera de República Checa · Bandera de Hungría | Campeonato de Zona Central Europea de la FIA    | Dallara        |            | [ 26 ] |
| 2018-      | Finlandia                                                            | Formula Academy Finland                         | Tatuus         | Abarth     | [ 27 ] |
| 2022-      | Estados Unidos                                                       | USF Juniors                                     | Tatuus JR-23   | Mazda      | [ 28 ] |
| 2022-      | Reino Unido                                                          | Campeonato GB4                                  | Tatuus F4-T014 | Abarth     | [ 29 ] |
| ?-         | Estados Unidos                                                       | Campeonato occidental de Fórmula Pro de EE. UU. | Ligier         | Honda      | [ 30 ] |
| ?-         | Chile                                                                | Fórmula 4 Chile                                 | Tatuus FA010   | Abarth     | [ 31 ] |

### Antiguos
| Temporadas | Países | Campeonatos                          | Chasis         | Motores                       | Últimos campeones            | Ref.   |
| ---------- | --- | ------------------------------------ | -------------- | ----------------------------- | ---------------------------- | ------ |
| 2013-2015  | Reino Unido | Campeonato BRDC de Fórmula 4         | Tatuus F4-T014 | Ford                          | Will Palmer (2015)           | [ 32 ] |
| 2014-2019  | Bandera de Brasil · Bandera de Uruguay                                                                         | Fórmula Academy Sudamericana         | Signature      | Fiat                          | Juan Vieira (2019)           | [ 33 ] |
| 2015-2022  | Bandera de Austria · Bandera de Alemania                                                                       | ADAC Fórmula 4                       | Tatuus F4-T421 | Abarth 414TF 1.4L             | Andrea Kimi Antonelli (2022) | [ 34 ] |
| 2015-2019  | Australia | Campeonato de Fórmula 4 de Australia | Mygale         | Ford 1.6L EcoBoost            | Luis Leeds (2019)            | [ 35 ] |
| 2015-2019  | Bandera de Rusia · Bandera de Finlandia · Bandera de Estonia · Bandera de los Países Bajos · Bandera de Suecia | SMP Fórmula 4                        | Tatuus F4-T014 | Abarth 414TF 1.4L             | Pavel Bulantsev (2019)       | [ 36 ] |
| 2021       | Argentina | Campeonato de Argentina de Fórmula 4 | Mygale M14-F4  | Geely G-Power JLD-4G20 (2.0L) | Federico Hermida (2021)      | [ 37 ] |